# بيربل مور
بيربل مور (بالألمانية: Bärbel Mohr)‏ هي كاتِبة ألمانية، ولدت في 5 يوليو 1964، وتوفيت في 29 أكتوبر 2010 بسبب سرطان.

## وصلات خارجية
- الموقع الرسمي
- بيربل مور على موقع IMDb (الإنجليزية)